# Melodifestivalen 2008

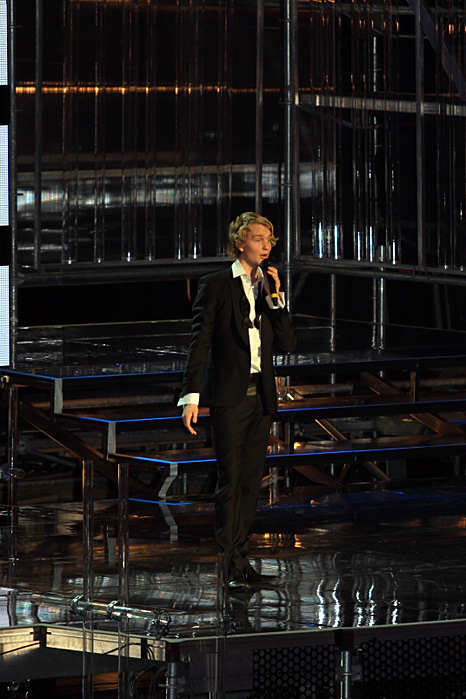
El comediante Björn Gustavsson en el ensayo general de Melodifestivalen y Globen 2008

El Melodifestivalen 2008 fue la edición número 47 del Melodifestivalen y la preselección sueca para el Festival de la Canción de Eurovisión 2008 a celebrarse en Belgrado, Serbia. Nuevamente constó de cuatro semifinales, una ronda de repesca y una gran final, donde compitieron diez canciones. 
La ganadora fue Charlotte Perrelli con la canción Hero, la cual obtuvo en la final la puntuación mayor del jurado pero solamente la segunda mayor del público. Charlotte Perrelli ya había triunfado en el Melodifestivalen 1999, así como en Festival de Eurovisión de 1999.
Para esta edición se recibieron un récord de 3.489 canciones. Los intérpretes de las primeras 28 canciones, seleccionadas por un jurado interno, fueron anunciados el 10 y 11 de diciembre de 2007. El 15 de enero de 2008 fueron añadidos los 4 jokers, uno por cada semifinal. Estos fueron Amy Diamond, el dúo Carola & Andreas Johnson, Eskobar y Niklas Strömstedt.

## Semifinal 1: Gotemburgo
La primera semifinal del Melodifestivalen 2008 tuvo lugar en el Scandinavium de la ciudad de Gotemburgo el 9 de febrero de 2008.
Total llamadas: 600.804

## Semifinal 2: Västerås
La segunda semifinal del Melodifestivalen 2008 tuvo lugar en el ABB Arena de la ciudad de Västerås el 16 de febrero de 2008.
Total llamadas: 752.537 (Récord para una semifinal)

## Semifinal 3: Linköping
La tercera semifinal del Melodifestivalen 2008 tuvo lugar en el Cloetta Center de la ciudad de Linköping el 23 de febrero de 2008.
Total llamadas: 437.744

## Semifinal 4: Karlskrona
La cuarta y última semifinal del Melodifestivalen 2008 tuvo lugar en el Telenor Arena de la ciudad de Karlskrona el 1 de marzo de 2008.
Total llamadas: 701.978

## Repesca: Kiruna
La repesca del Melodifestivalen 2008 tuvo lugar en la Arena Arctica de Kiruna el 8 de marzo de 2008. Se utilizó el mismo sistema del Melodifestivalen 2007, donde en sucesivos enfrentamientos entre dos canciones, se clasificaron dos temas a la final.
|  | 1º ronda                             | 1º ronda      |         |         | 2º ronda | 2º ronda |  |  | Clasificados |  |
|  |                                      |               |         |         |          |          |  |  |              |  |
|  |                                      |               |         |         |          |          |  |  |              |  |
|  |                                      |               |         |         |          |          |  |  |              |  |
|  | E-Type & The Poodles - Line of fire  | 87.002        |         |         |          |          |  |  |              |  |
|  | E-Type & The Poodles - Line of fire  | 87.002        |         |         |          |          |  |  |              |  |
|  | Sibel - That is where i'll go        | 103.077       |         |         |          |          |  |  |              |  |
|  | Sibel - That is where i'll go        | 103.077       | Sibel   | 137.065 |          |          |  |  |              |  |
|  |                                      |               | Sibel   | 137.065 |          |          |  |  |              |  |
|  |                                      | Ola           | 103.624 |         |          |          |  |  |              |  |
|  | Ola - Love in stereo                 | Ola           | 103.624 | 78.477  |          |          |  |  |              |  |
|  | Ola - Love in stereo                 |               |         | 78.477  |          |          |  |  |              |  |
|  | Caracola - Smiling in love           | 51.038        |         |         |          |          |  |  |              |  |
|  | Caracola - Smiling in love           | 51.038        | Sibel   |         |          |          |  |  |              |  |
|  |                                      |               |         |         |          |          |  |  |              |  |
|  |                                      | Nordman       |         |         |          |          |  |  |              |  |
|  | Johnson & Häggkvist - One love       | 202.353       |         |         |          |          |  |  |              |  |
|  | Johnson & Häggkvist - One love       | 202.353       |         |         |          |          |  |  |              |  |
|  | Nordman - I lågornas sken            | 316.118       |         |         |          |          |  |  |              |  |
|  | Nordman - I lågornas sken            | 316.118       | Nordman | 166.375 |          |          |  |  |              |  |
|  |                                      |               | Nordman | 166.375 |          |          |  |  |              |  |
|  |                                      | Suzzie Tapper | 88.075  |         |          |          |  |  |              |  |
|  | Thérèse Andersson - When you need me | Suzzie Tapper | 88.075  | 57.335  |          |          |  |  |              |  |
|  | Thérèse Andersson - When you need me |               |         | 57.335  |          |          |  |  |              |  |
|  | Suzzie Tapper - Visst finns mirakel  | 73.120        |         |         |          |          |  |  |              |  |
|  | Suzzie Tapper - Visst finns mirakel  | 73.120        |         |         |          |          |  |  |              |  |

## Final: Estocolmo
La final del Melodifestivalen 2008 tuvo lugar en el Globen Arena de Estocolmo el 15 de marzo de 2008.
| #  | Intérprete            | Canción               | Votación           | Votación  | Votación | Votación | Posición |
| #  | Intérprete            | Canción               | Jurados Regionales | N.º Votos | Televoto | Total    | Posición |
| -- | --------------------- | --------------------- | ------------------ | --------- | -------- | -------- | -------- |
| 1  | Charlotte Perrelli    | Hero                  | 114                | 397.907   | 110      | 224      | 1º       |
| 2  | Sibel                 | Thats where I'll go   | 39                 | 120.587   | 0        | 39       | 7º       |
| 3  | Rongedal              | Just a minute         | 76                 | 273.521   | 66       | 142      | 4º       |
| 4  | Linda Bengtzing       | Hur svårt kan det va? | 64                 | 115.321   | 0        | 64       | 5º       |
| 5  | Christer Sjögren      | I love Europe         | 1                  | 228.674   | 22       | 23       | 9º       |
| 6  | Amy Diamond           | Thank you             | 25                 | 188.872   | 11       | 36       | 8º       |
| 7  | Sanna Nielsen         | Empty room            | 74                 | 449.419   | 132      | 206      | 2º       |
| 8  | Nordman               | I lågornas sken       | 4                  | 233.467   | 44       | 48       | 6º       |
| 9  | Frida feat. Headline  | Upp o hoppa           | 6                  | 81.691    | 0        | 6        | 10º      |
| 10 | Bodies Without Organs | Lay your love on me   | 70                 | 320.741   | 88       | 158      | 3º       |

Total de llamadas: 2.410.200 (Récord histórico del Melodifestivalen)
Audiencia: 4.025.000